# Spreckelsen (Familie)

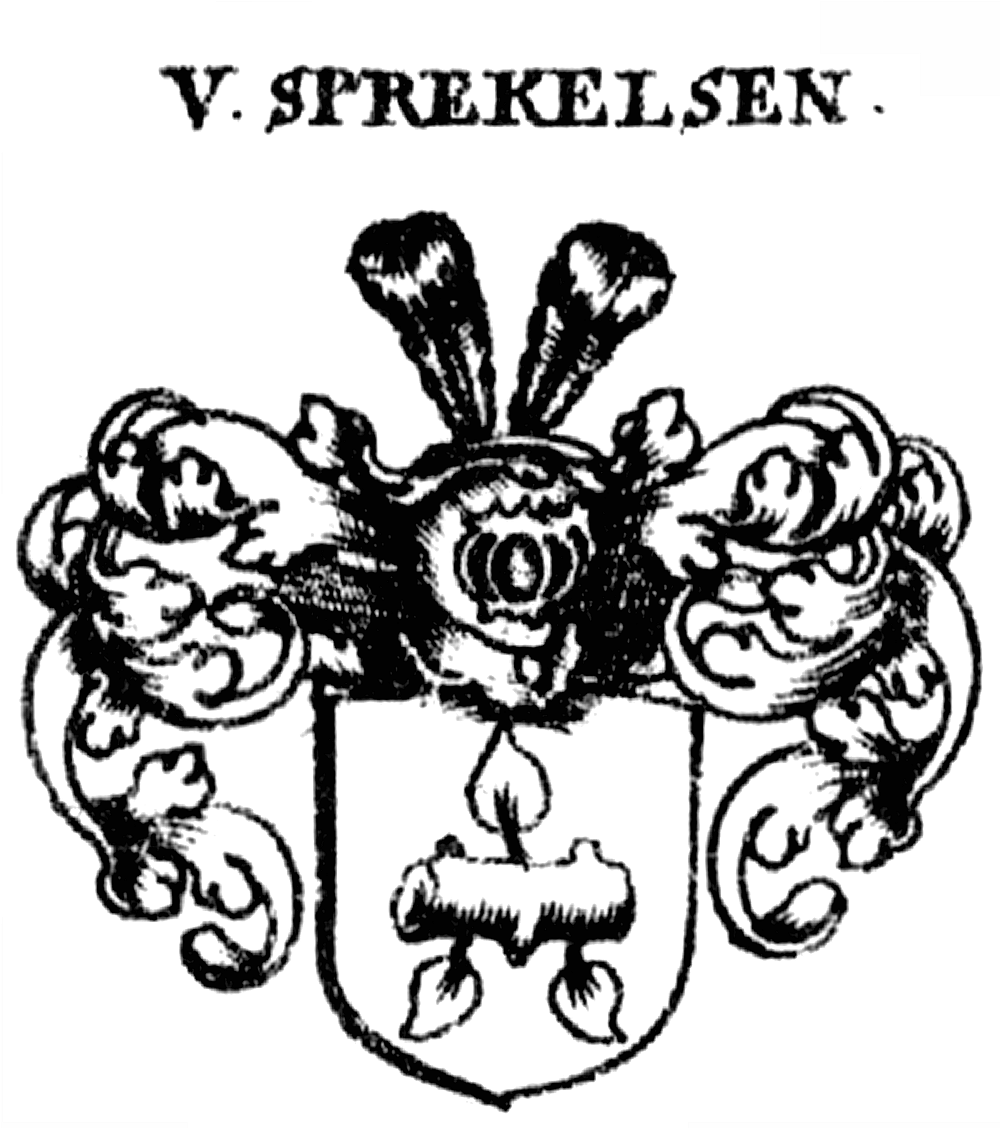
Wappen derer von Spreckelsen in Siebmachers Wappenbuch von 1702

Die Familie von Spreckelsen ist eine ursprünglich aus Stade stammende bürgerliche Kaufmannsfamilie, die seit etwa 1400 auch in Hamburg ansässig war und in einzelnen Zweigen in das dortige Patriziat der „Hanseaten“ aufstieg. Die Familie fand große Verbreitung und existiert in vielen Linien und Zweigen bis heute.

## Geschichte
Als bisher ältester Namensträger ist der vor 1341 in Stade verstorbene Kaufmann Hinricus de Sprekenze aus den Stader Stadtbüchern bekannt. Spätere Generationen brachten Ratsherren sowie Geschworene des Wandschneideramtes, also Tuchfernhändler hervor. Um 1400 zog Hartig von Spreckelsen nach Hamburg. Sein Enkel Johann von Spreckelsen wurde 1498 zum Ratsherrn und 1512 zum Bürgermeister gewählt. Später stellte die Familie noch zwei weitere Hamburger Bürgermeister: Peter von Spreckelsen (amtierend 1539–1553) und Lucas von Spreckelsen (amtierend 1750–1751), ferner sieben Senatoren.
Das dem Familiennamen schon seit der Ersterwähnung vorangestellte „von“ bedeutete, wie häufiger bei norddeutschen Familien, keine Zugehörigkeit zum Adelsstand. Im Niederdeutschen und Niederländischen bezeichnete ein „van“ (in lateinischen Urkunden oft „de“ oder „ab“) nicht unbedingt den adeligen Stand, sondern häufig lediglich die örtliche Herkunft. Bei der „Verhochdeutschung“ der Familiennamen konnte so der Eindruck adeliger Herkunft entstehen, was in Süddeutschland kaum vorkam. Jedoch wurden später zwei Familienmitglieder tatsächlich geadelt: Der Ratsherr Johann von Spreckelsen durch Kaiser Leopold I. im Jahr 1676 und Hermann von Spreckelsen, der 1683 unverheiratet gestorben ist. Johanns Nachfahren machten jedoch von ihrem Adel keinen Gebrauch, da es unter Hanseaten als ungehörig galt, nicht-hanseatische Orden oder Standeserhebungen anzunehmen.

## Wappen

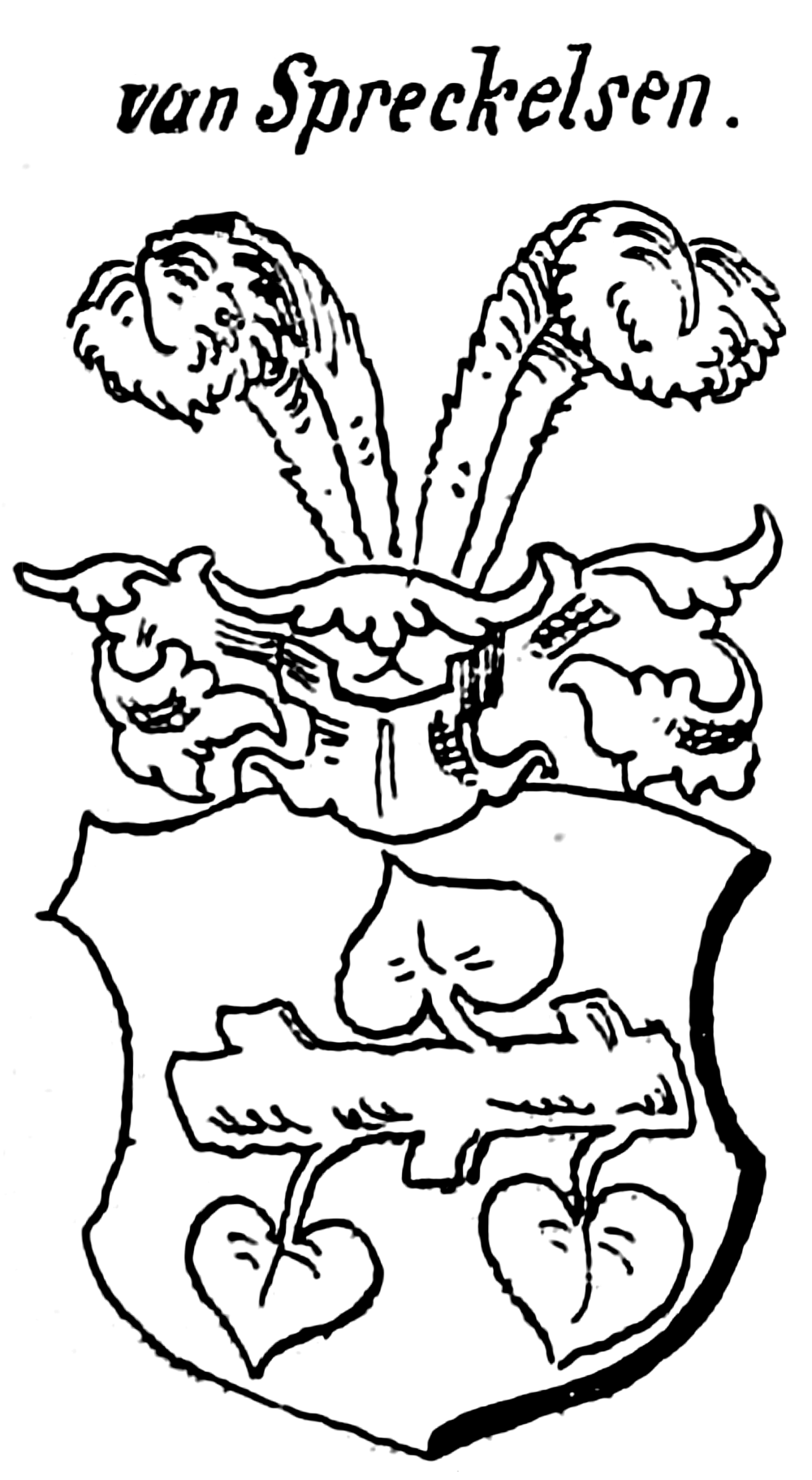
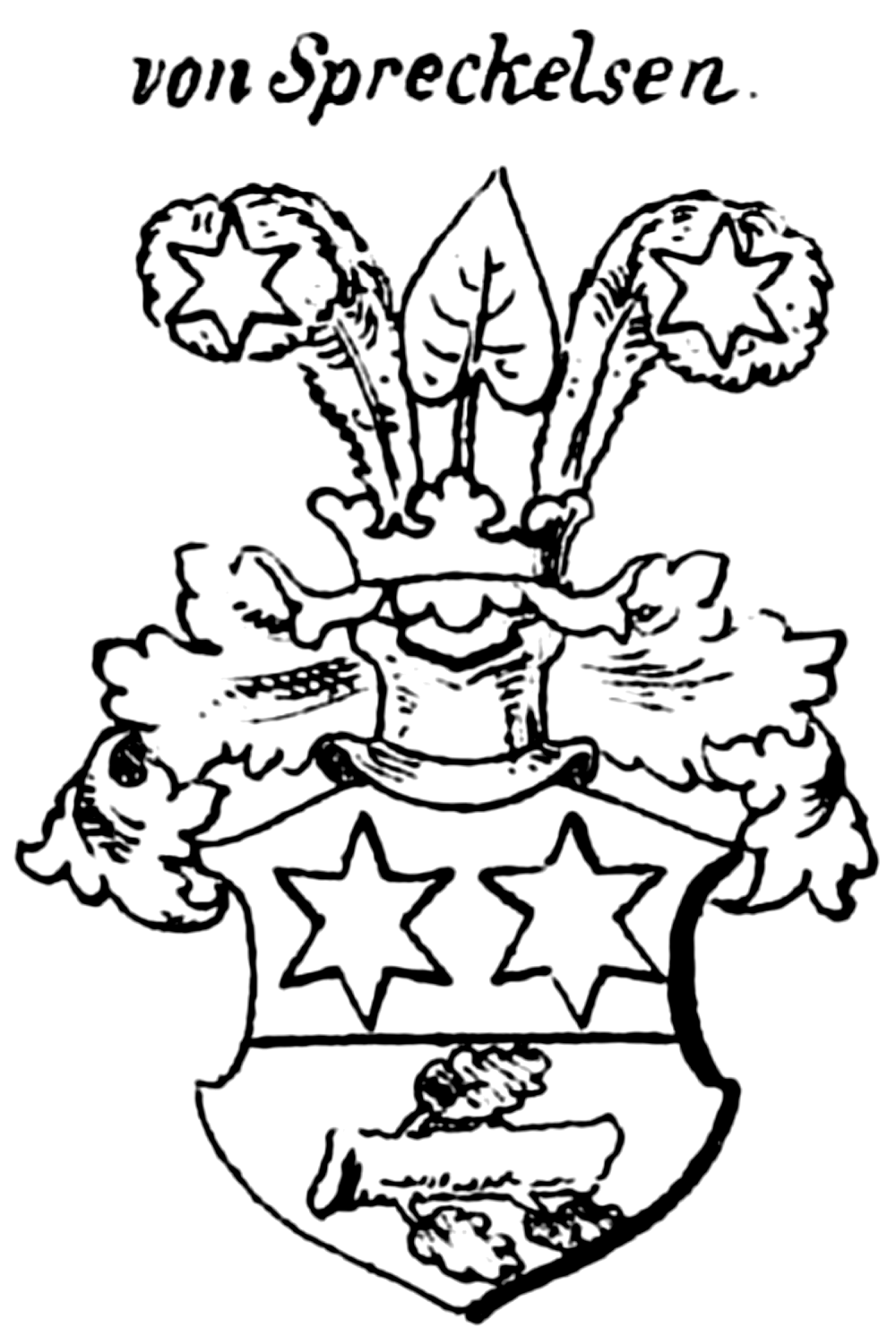
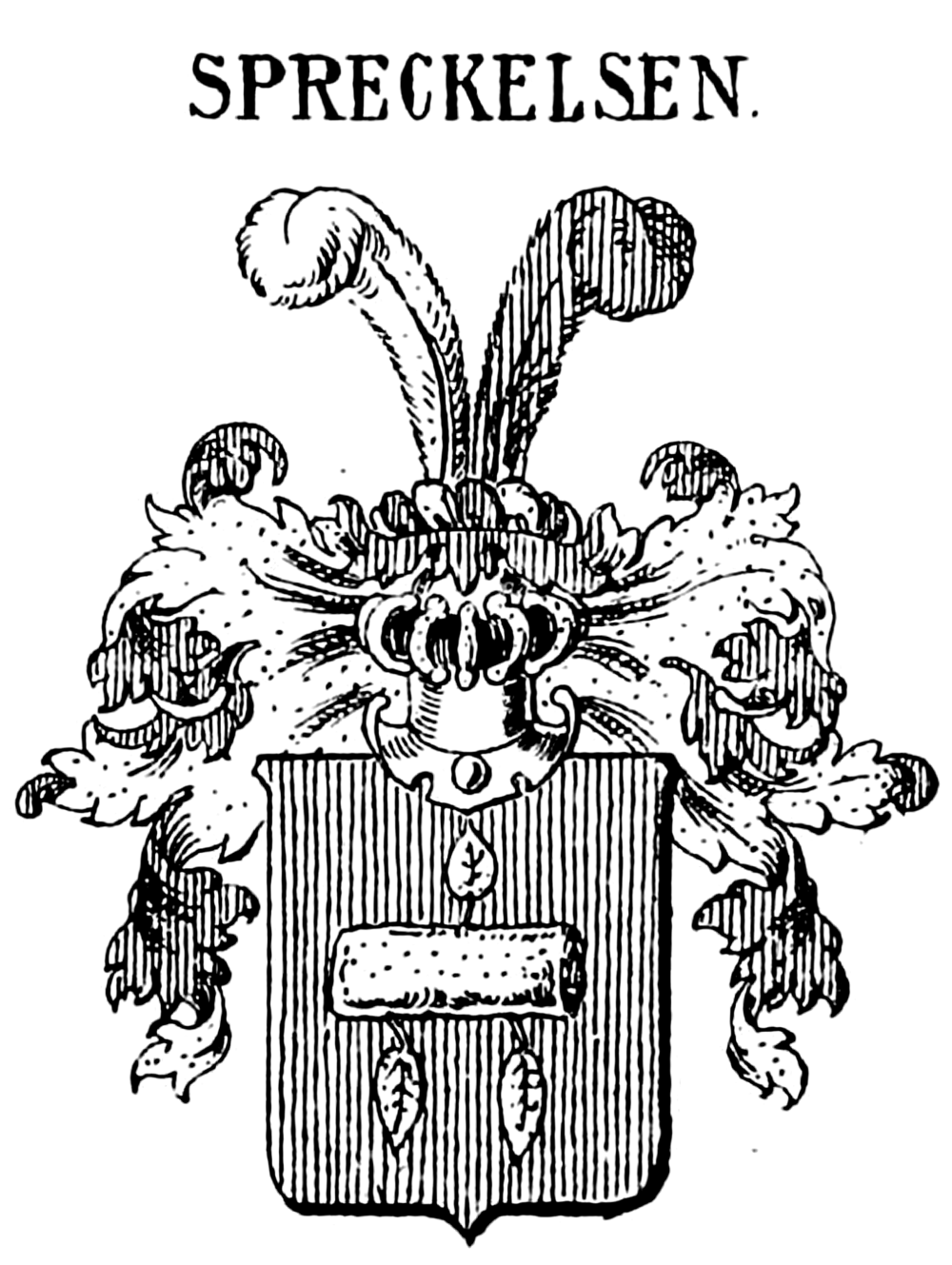
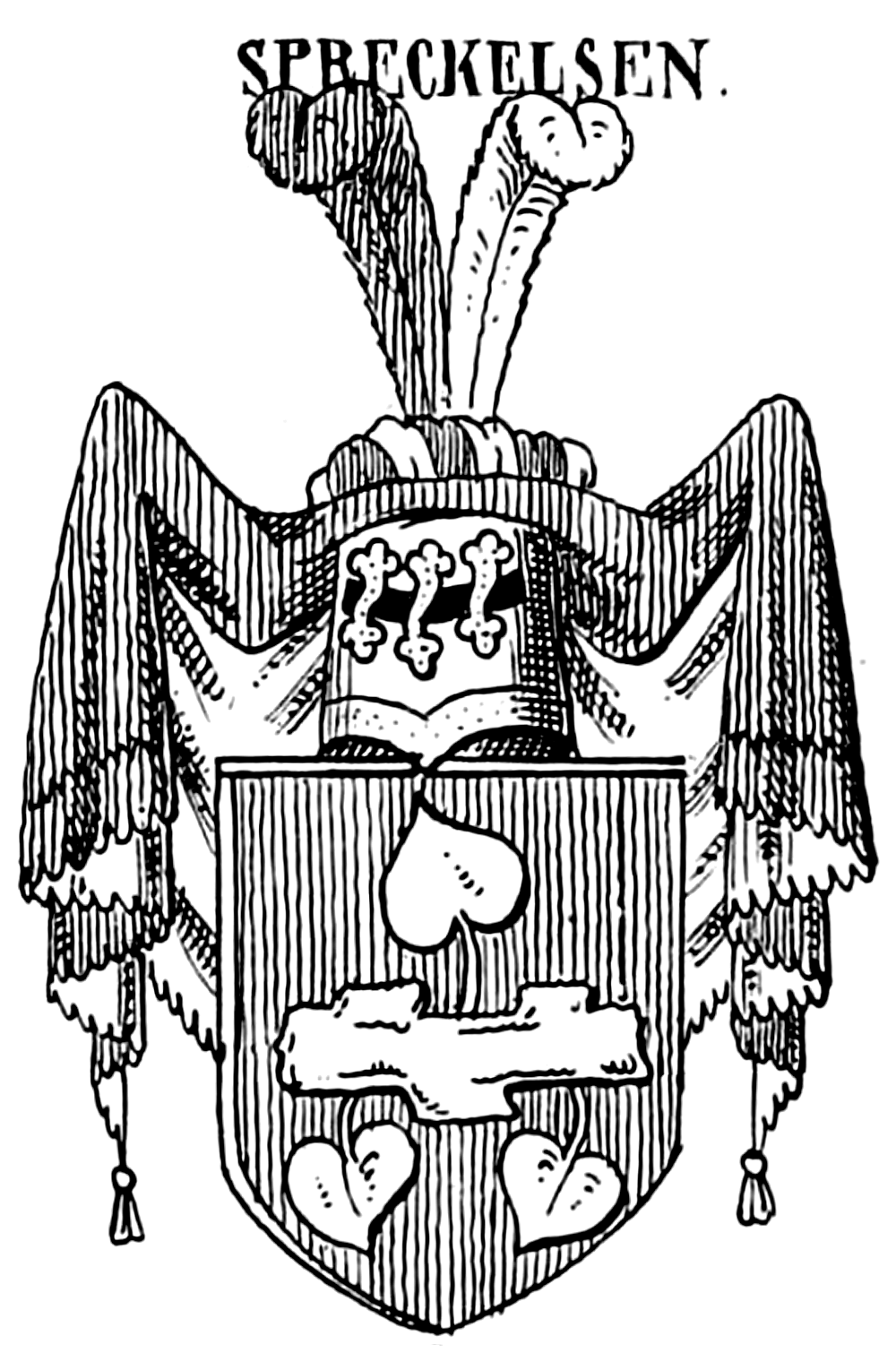
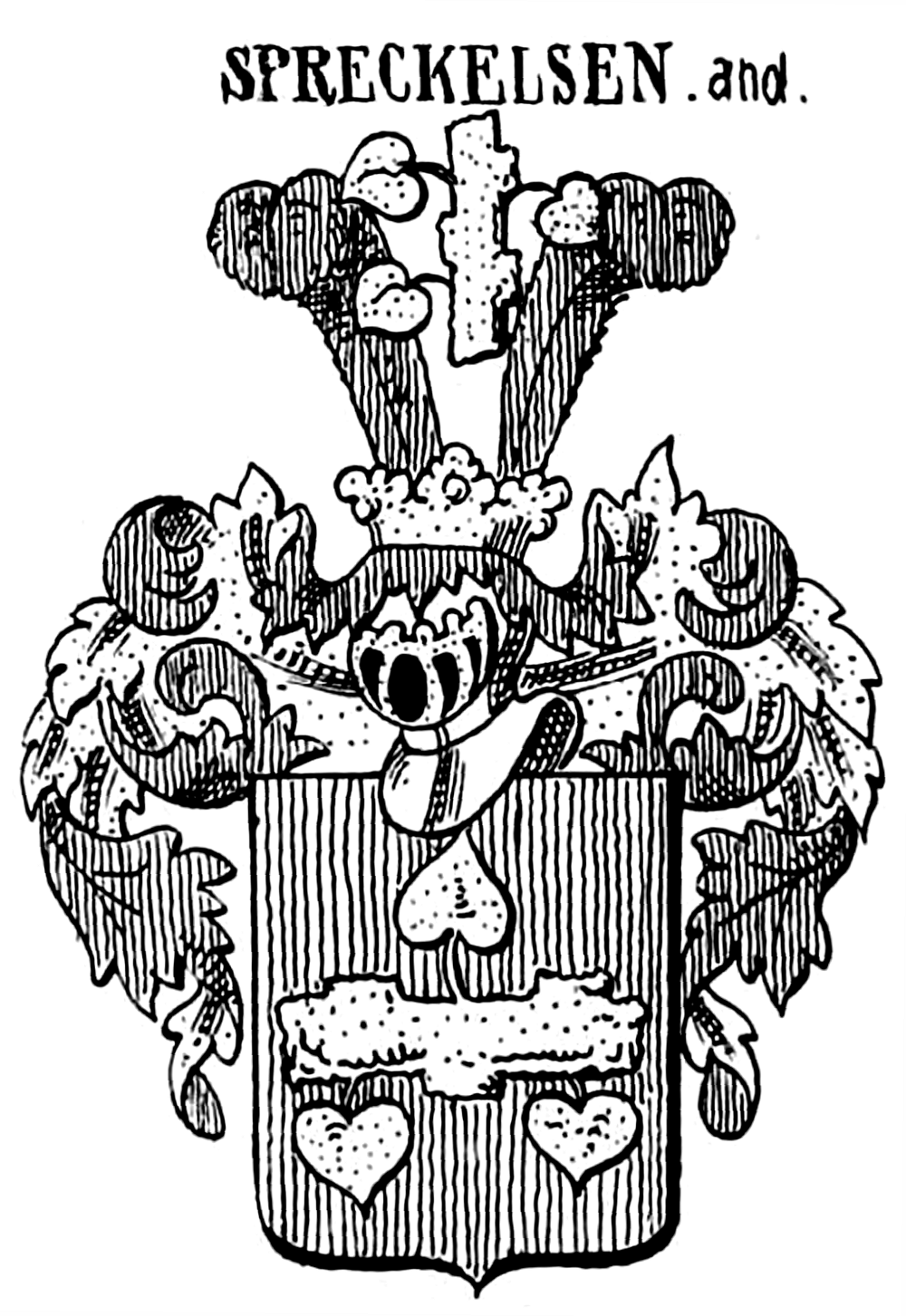

Das Familienwappen ist seit der Zeit um 1550 überliefert. Es zeigt in Rot einen querliegenden silbernen (auch goldenen) Ast aus dem 3 (1:2) Lindenblätter wachsen. Auf dem Helm mit rot-silbernen Helmdecken zwei Straußenfedern in unterschiedlichen Tingierungen.
Darstellungen in Siebmachers Wappenbüchern, 19. Jahrhundert

## „Pfingsthöge“
Am 12. Mai 1505 lud der Hamburger Bürgermeister Johann von Spreckelsen, alle Familienangehörigen in sein Haus am Rödingsmarkt in Hamburg ein. Dieses Familienfest, die sogenannte Pfingsthöge, wurde dann alljährlich „zur Unterhaltung guter Freundschaft und Einigkeit“ zu Pfingsten gefeiert. Im Jahr 1625 wurde die Pfingsthöge zum vorerst letzten Mal gefeiert und danach wegen zu vieler Teilnehmer abgesetzt. Am 17. Mai 1986 wurde die Pfingsthöge erneut von Namensträgern von Spreckelsen ins Leben gerufen und findet seitdem wieder jährlich zu Pfingsten statt.

## Namensträger

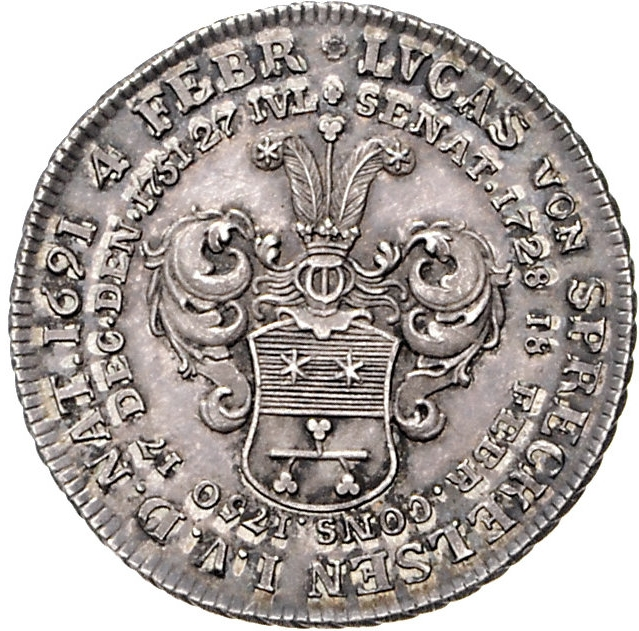
Bürgermeisterpfennig auf Lucas von Spreckelsen (Bürgermeister) von 1751

- Albert von Spreckelsen (1873–1951), deutscher Rechtsanwalt, Richter und Politiker (DVP), Senator in Bremen
- Hartwig von Spreckelsen (1624–1680), deutscher Jurist und Politiker, Ratsherr in Hamburg
- Heinrich von Spreckelsen (um 1550–1604), deutscher Politiker, Ratsherr in Hamburg
- Joachim von Spreckelsen (1636–1707), deutscher Politiker, Oberalter und Ratsherr in Hamburg
- Johann von Spreckelsen (Bürgermeister) (um 1460–1517), deutscher Politiker, Bürgermeister von Hamburg
- Johann von Spreckelsen (Oberalter) (um 1520–1560), deutscher Oberalter
- Johann von Spreckelsen (Ratsherr) (1607–1684), deutscher Kaufmann und Politiker
- Johann Heinrich von Spreckelsen (1691–1764), deutscher Jurist
- Johann Peter von Spreckelsen (1722–1795), deutscher Jurist und Politiker
- Johan Otto von Spreckelsen (1929–1987), dänischer Architekt und Hochschullehrer
- Lucas von Spreckelsen (Ratsherr) (1602–1659), deutscher Politiker, Ratsherr in Hamburg
- Lucas von Spreckelsen (Bürgermeister) (1691–1751), deutscher Politiker, Bürgermeister von Hamburg
- Peter von Spreckelsen (Bürgermeister) (um 1494–1553), deutscher Politiker, Bürgermeister in Hamburg
- Peter von Spreckelsen (Ratsherr) (um 1570–1630), deutscher Politiker, Oberalter und Ratsherr in Hamburg
- Peter von Spreckelsen (Oberalter) (1613–1665), deutscher Politiker, Oberalter in Hamburg
- Vincent von Spreckelsen (um 1550–1609), deutscher Oberalter